# Кукорани (Ботошани)
Кукорани (рум. Cucorăni) насеље је у Румунији у округу Ботошани у општини Михај Еминеску. Oпштина се налази на надморској висини од 251 m.

## Становништво
Према подацима из 2002. године у насељу је живело 832 становника, од којих су сви румунске националности.